# Belgien-Rundfahrt 2008
Die 82. Belgien-Rundfahrt ist ein Rad-Etappenrennen, das vom 28. Mai bis zum 1. Juni 2008 stattfand. Es wurde in fünf Etappen über eine Distanz von 783,3 Kilometern ausgetragen. Es ist Teil der UCI Europe Tour 2008 und dort in die Kategorie 2.1 eingestuft.

## Etappen
| Etappe    | Tag     | Start – Ziel         | km    | Etappensieger     | Führender         |
| --------- | ------- | -------------------- | ----- | ----------------- | ----------------- |
| 1. Etappe | 28. Mai | Eeklo – Eeklo        | 189   | Kenny Dehaes      | Kenny Dehaes      |
| 2. Etappe | 29. Mai | Eeklo – Tienen       | 203   | Boris Schpilewski | Kenny Dehaes      |
| 3. Etappe | 30. Mai | Anthisnes – Flémalle | 189,8 | Greg Van Avermaet | Greg Van Avermaet |
| 4. Etappe | 31. Mai | Herzele (EZF)        | 16,7  | Stijn Devolder    | Stijn Devolder    |
| 5. Etappe | 1. Juni | Buggenhout – Putte   | 184,8 | Tom Boonen        | Stijn Devolder    |